# Вайсштайн, Ульрих
Ульрих Вернер Вайсштайн (нем. Ulrich Werner Weisstein; 14 ноября 1925, Бреслау — 10 октября 2014, Грац) — американский литературовед.

## Биография
Начал изучать германскую и английскую литературу во Франкфуртском университете имени Иоганна Вольфганга Гёте, но в 1950 году продолжил образование в США в Университете Айовы, а в 1951 году перешёл в Индианский университет в Блумингтоне, с которым был связан в дальнейшем на протяжении всей карьеры. В 1953 году получил степень магистра искусств, в 1954 году защитил докторскую диссертацию «Проблемы либретто: „Отелло“, „Кавалер розы“. Введение в поэтику оперы» (англ. Studies in the Libretto: Otello, Der Rosenkavalier. Prologomena to a Poetics of Opera), где на материале либретто к операм Джузеппе Верди «Отелло» и Рихарда Штрауса «Кавалер розы» заложил основания новой дисциплины на стыке музыковедения и литературоведения — либреттологии. В 1957—1959 гг. преподавал немецкий язык и историю искусств в Лихайском университете, после чего вернулся в Индианский университет, где работал до 1990 года. Выйдя на пенсию, обосновался в Граце, где основал и возглавил Общество любителей оперы. Почётный доктор Лундского университета (1993).

## Научная работа
Вайсштайн был, прежде всего, крупным специалистом по сравнительному литературоведению. Ему принадлежит первый германоязычный учебник по этой дисциплине, «Введение в сравнительное литературоведение» (нем. Einführung in die Vergleichende Literaturwissenschaft; 1968), затем вышедший в расширенном и переработанном виде по-английски (англ. Comparative Literature and Literary Theory: A Survey and Introduction; 1973); английская версия была в дальнейшем переведена на арабский, испанский, китайский, корейский и японский языки. В том же 1973 году под редакцией Вайсштайна вышел сборник статей «Экспрессионизм как международное литературное явление» (англ. Expressionism as an International Literary Phenomenon) — первый том в книжной серии Международной ассоциации сравнительного литературоведения.
Начиная со своей докторской диссертации значительное внимание Вайсштайн уделял проблеме взаимодействия литературы с другими видами искусства, понимая эту область как специфический раздел сравнительного литературоведения. В 1964 году под его редакцией вышел сборник статей «Природа оперы» (англ. The Essence of Opera). В дальнейшем он также много работал над исследованием взаимосвязей литературы и визуальных искусств, в 1992 году составил и предварил пространным введением сборник «Литература и изобразительное искусство: Пособие по теории и практике одного компаративного пограничья» (нем. Literatur und Bildende Kunst: Ein Handbuch zur Theorie und Praxis eines komparatistischen Grenzgebietes). В 1990 году Вайсштайн был одним из организаторов международной конференции «Немецкая литература и визуальное искусство от Ренессанса до XX века», по итогам которой был издан сборник статей. Книга Вайсштайна «Избранные статьи об опере» (англ. Selected Essays on Opera) была издана в 2006 году в ознаменование его 80-летия.
В области германистики Вайсштайн опубликовал монографии о Генрихе Манне (1962) и Максе Фрише (1967), сборник статей о Манне и Бертольте Брехте (1986). Вайсштайну принадлежит ряд переводов с немецкого языка на английский, в том числе монографии Вольфганга Кайзера «Гротеск в искусстве и литературе».